# 喀麦隆英语
喀麦隆英语是在喀麦隆说的英语的口音。
这是一个喀麦隆后殖民期间诞生的语言。在喀麦隆使用英语期间，发展出了很多自己在语法和语音上的特点。一开始这些被认为是错误，但后来逐渐被人接受。

## 语言特点
/ʌ/ 和/ɒ/ 倾向于了/ɔ/， 使"cot", "cord" 和"cut" 同音。

## 进一步阅读
- Kouega, Jean-Paul. . New York: Peter Lang. 2007. ISBN 9783039110278.